# Un'estate pericolosa
Un'estate pericolosa è un saggio di Ernest Hemingway scritto tra il 1959 e il 1960 e pubblicato postumo nel 1985.
Il libro descrive la rivalità tra i toreri Luis Miguel Dominguín e suo cognato, Antonio Ordóñez, durante la "pericolosa estate" del 1959. È stato citato come l'ultimo libro di Hemingway.

## Genesi
Il libro è una versione modificata di un manoscritto di 75.000 parole che Hemingway scrisse tra l'ottobre 1959 e il maggio 1960 su incarico di LIFE. Il libro è stato successivamente modificato dall'editore americano Charles Scribner's Sons e un estratto di 30.000 parole della storia è stato pubblicato in tre puntate consecutive su LIFE nel settembre 1960.
Il popolare scrittore James Michener ne ha scritto l'introduzione di 33 pagine che include la conoscenza personale di Michener di corride e famosi matador, un glossario completo di termini relativi a ciascuna fase di una corrida, e aneddoti personali di Hemingway.

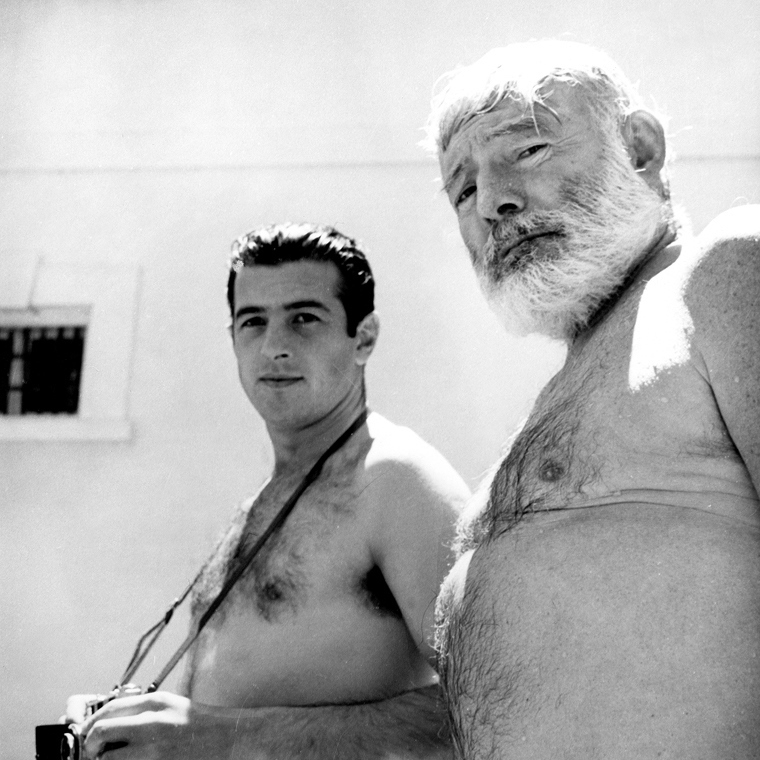
Antonio Ordóñez e Ernest Hemingway a Málaga nel 1959.

Il libro racconta l'ascesa di Antonio Ordóñez (figlio di Cayetano Ordóñez, il torero le cui gesta nell'arena sono state romanzate da Hemingway nel suo romanzo Fiesta) durante la stagione di corride del 1959. Durante un combattimento il 13 maggio 1959, ad Aranjuez, Ordóñez viene gravemente incornato ma rimane nell'arena e uccide il toro, una performance ricompensata dai trofei di entrambe le orecchie del toro, la coda e uno zoccolo.
Al contrario, Luis Miguel Dominguín è già un famoso torero che torna nell'arena diversi anni dopo il ritiro. Meno dotato di Ordóñez, il suo orgoglio e la sua autostima lo trascinano in un'intensa rivalità con il nuovo arrivato e i due si incontrano nell'arena diverse volte durante la stagione. Dopo aver iniziato la stagione con molta fiducia, Dominguín è gradualmente umiliato da questa competizione. Infatti, mentre Ordóñez mostra abilità artistiche mozzafiato nei suoi combattimenti, Dominguín ricorre spesso a quelli che Hemingway descrive come "trucchi", mosse che sembrano impressionanti per la folla ma che in realtà sono molto più sicure.
Dopo che entrambi sono stati incornati in combattimento, Dominguín e Ordóñez si incontrano di nuovo sull'arena per quella che Hemingway descrive come "una delle più grandi corride che abbia mai visto", "una corrida quasi perfetta senza alcun trucco". Dei sei tori che combattono, la coppia vince dieci orecchie, quattro code e due zoccoli come trofei. Il loro ultimo incontro avviene a Bilbao, con Dominguín che riceve un'incornata quasi fatale e Ordóñez che dimostra assoluta maestria eseguendo l'uccisione recibiendo, una delle mosse più antiche e pericolose.